# Sierra de Tormantos
Sierra de Tormantos är en ås i Spanien.   Den ligger i provinsen Provincia de Cáceres och regionen Extremadura, i den centrala delen av landet, 180 km väster om huvudstaden Madrid.